# Легендарное оружие Китая
«Легендарное оружие Китая» (кит. 十八般武藝, англ. Legendary Weapons of China, букв. Восемнадцать видов боевых искусств) — гонконгский фильм режиссёра Лю Цзяляна, снятый на студии братьев Шао.

## Сюжет
Четверо членов тайного общества боевых искусств разыскивают мастера кунг-фу Лёй Куна, который покинул их секту и залёг на дно. Встретившись в городе, в котором проживает Кун, они пытаются всеми способами заставить его показать своё мастерство, но Кун не поддаётся. Через некоторое время двое из четырёх переходят на сторону мастера, который в конечном итоге выходит из подполья и противостоит двум другим членам клана. Противостояние заканчивается на схватке с использованием восемнадцати видов оружия, между мастером и нынешним главой секты.

## В ролях
Примечание: имена героев даны в кантонской романизации.
| Актёр        | Роль                         |
| ------------ | ---------------------------- |
| Лю Цзялян    | Лёй Кун                      |
| Гордон Лю    | Тэй Тхань                    |
| Сяо Хоу      | Тхит Хау (Железная Обезьяна) |
| Кара Хуэй    | Фон Сиухин                   |
| Александр Фу | хулиган                      |
| Лау Кавин    | Лёй Юн                       |
| Чю Тхитво    | человек в чёрном             |

## Съёмочная группа
- Компания: Shaw Brothers
- Продюсер: Шао Жэньлэн
- Исполнительный продюсер: Мона Фон[кит.]
- Режиссёр: Лю Цзялян
- Ассистент режиссёра: Лэй Тхайхан, Вон Кинпат
- Постановка боевых сцен: Лю Цзялян, Сяо Хоу[кит.], Кинг Ли
- Художник-постановщик: Джонсон Цао
- Монтаж: Цзян Синлун, Лэй Имхой
- Грим: Пхунь Маньва, Лау Кайсин
- Дизайнер по костюмам: Лю Цзию
- Оператор: Питер Нгоу
- Композитор: Стивен Син, Соу Чаньхау

## Номинации
2-я Гонконгская кинопремия (1983) — номинация в следующей категории:
- Лучшая хореография — Лю Цзялян, Сяо Хоу, Кинг Ли